# Separate Ways (Worlds Apart)
Pour les articles homonymes, voir Separate Ways.
Singles de Journey
Only Solutions
(1982) Faithfully
(1983)
Separate Ways (Worlds Apart), parfois nommée à tort Someday Love Will Find You, est une chanson du groupe de rock américain Journey tirée de l'album Frontiers. Sorti le 5 février 1983, le single s'est hissé au huitième rang du Billboard Hot 100 et s'y est maintenu durant six semaines consécutives. Il a également été #1 du Mainstream Rock Tracks chart pendant 4 semaines.
La chanson a été écrite par Steve Perry et Jonathan Cain. Contrairement à la plupart des chansons de l'époque de Journey, Separate Ways a un rythme rapide et lourd, portée par la guitare agressive de Neal Schon.

## Vidéoclip
Le vidéoclip de la chanson montre le groupe, situé sur un appontement à La Nouvelle-Orléans (le Louisa Street Wharf), et jouant parfois avec leur instrument et parfois sur des instruments invisibles (air instruments (en)). Le vidéo est composé notamment d'une cinquantaine de mouvements de caméra et a été entièrement chorégraphié par la section Art and Creative Services de la compagnie Columbia Records.
Separate Ways a été le premier single pour lequel le groupe a tourné un clip chorégraphié. Ce clip se classe au treizième rang de la liste des 25 pires vidéos établie par la chaîne Music Television en 1999. On y a critiqué notamment les expressions émotionnelles surfaites de Steve Perry ainsi que le manque de goût du damier rose et noir de sa camisole.